# Тайната вечеря (Андреа дел Кастаньо)
„Тайната вечеря“ (на италиански: Il Cenacolo или L'Ultima Cena) е стенопис на италианския ренесансов художник Андреа дел Кастаньо, изобразяващ сцената от Тайната вечеря от последните дни на Исус, съобразно библейското и описание.

## Композиция
Изображението е с размери 453 на 957 см. и се намира на стената на трапезарията на бившия бенедиктински манастир Сант Аполониа във Флоренция.
Темата е традиционна за християнското изкуство. „Тайната вечеря“ разкрива в най-добрата му светлина художествения талант на Андреа дел Кастаньо. Тя представя Исус и дванадесетте апостоли в характерни пози. Свети Йоан е нарисувал невинно задрямал до Христос в контраст с образа на Юда Искариотски в напрегната, изправена поза. Цветовете са наситени и ярки. С изобразените подробности и натурализъм художникът се отклонява от утвърдените по-ранни художествени стилове за изобразяване на сцената.
Предполага се че Леонардо да Винчи да е познавал творбата на дел Кастаньо, преди да нарисува своята далеч по драматична и емоционална „Тайна вечеря“. 